# Amleto Giovanni Cicognani
Amleto Giovanni Cicognani (Brisighella, 24 de fevereiro de 1883 - Vaticano, 17 de dezembro de 1973) foi um cardeal italiano, secretário de Estado do Vaticano e decano do colégio dos cardeais.

## Biografia
Nascido em Brisighella, era o segundo de sete filhos, sendo o primogênito Gaetano Cicognani, também futuro cardeal. Estudou no seminário de Faença, onde foi ordenado padre em 23 de setembro de 1905. Depois de sua ordenação, concluiu seus estudos no Ateneu Pontifício Romano "Santo Apolinário", em Roma, em teologia, filosofia e direito canônico.
Foi nomeado prelado doméstico de Sua Santidade em 19 de maio de 1923. Em 1924, foi nomeado visitador apostólico para os Estados Unidos, para examinar se aos padres escalabrinianos deveria ser confiado um programa mais abrangente para assistência espiritual aos imigrantes, recomendando que os padres fossem incentivados a ampliar seu trabalho na América do Norte. Fez o mesma recomendação para a América do Sul, após visitar os padres escalabrinianos no Brasil em 1926. Trabalhou na pastoral da diocese de Roma entre 1926 e 1932; capelão dos estudantes da Universidade de Roma, tendo como seu assistente o padre Giovanni Battista Montini, futuro Papa Paulo VI, com quem manteve uma amizade duradoura. Em 1933, foi nomeado delegado apostólico para os Estados Unidos.

## Prelazia

### Arcebispado
Com a nomeação como delegado apostólico, foi consagrado arcebispo-titular de Laodiceia na Frígia, pelo cardeal Raffaele Carlo Rossi, O.C.D. Durante sua estadia, o número de bispos nos Estados Unidos subiu de 118 para 213. Ficou até 1958, quando foi criado cardeal e nomeado secretário da Sagrada Congregação para a Igreja Oriental.

### Cardinalato
Foi criado cardeal pelo Papa João XXIII, com o título cardinalício de São Clemente, sendo-lhe imposto o barrete cardinalício em 18 de dezembro de 1958. Em 1961, foi nomeado para vários cargos, acumulando a de secretário de Estado do Vaticano, presidente da Administração do Patrimônio da Sé Apostólica, presidente da Pontifícia Comissão para o Estado da Cidade do Vaticano e cardeal-protetor da Pontifícia Academia Eclesiástica. Participou do Concílio Vaticano II, entre 1962 e 1965. Em 23 de maio de 1962, foi nomeado cardeal-bispo de Frascati. Participou do Conclave de 1963, que elegeu Giovanni Battista Montini como Papa Paulo VI. Retirou-se dos vários cargos em 1969. Em 1972, foi confirmado como deão do colégio dos cardeais, acumulando o título de cardeal-bispo de Óstia.
Veio a falecer em 17 de dezembro de 1973, vítima de insuficiência cardíaca. Jaz sepultado na Basílica de São Clemente, em Roma.